# Yoda
Yoda (896 ABY-Dagobah, 4 DBY) es un personaje ficticio del universo de Star Wars, era uno de los más renombrados y poderosos maestros Jedi durante toda la historia de la Galaxia, y uno de los pocos Jedis de la República Galáctica en sobrevivir hasta la Guerra Civil Galáctica. Siendo el maestro más perceptivo de la Orden, él ejerció como Gran Maestro durante las Guerras Clon y duró en el cargo hasta la Gran Purga Jedi, después de la cual escapó para ocultarse de esta en el planeta Dagobah en el cual vivió hasta su muerte.
Aunque era uno de los miembros más respetados de la Orden, no pudo prever su destrucción. Corregiría sus errores al desempeñar una función importante en los eventos galácticos posteriores, entrenando a Luke Skywalker durante la Guerra Civil Galáctica y corrigiendo sus errores por el camino. Después de su muerte en el 4 DBY, se convirtió en uno con la Fuerza. Él fue el último Jedi de la Antigua Orden.

El tamaño no importa. Mírame a mí. ¿Por mi tamaño me juzgas? ¿Hmm? Hmm. Pues hacerlo no deberías. Pues mi aliada es la Fuerza, y una poderosa aliada es.
Yoda, a Luke Skywalker en El Imperio contraataca

## En la cultura popular
En 2007, Yoda fue escogido por la revista Empire como el 25.º mejor personaje creado en todos los tiempos de la cinematografía." En su lista de los ‘’100 mejores personajes ficticios’’, Fandomania.com situó a Yoda entre los 60 mejores.
A su vez Yoda también sale en Disney's Star Tours: The Adventures Continue con su actor de doblaje de voz original, Frank Oz.
Existe una estatua de Yoda de tamaño natural que da la bienvenida a los visitantes de Lucasfilm. Letterman Digital Arts Center en el Presidio de San Francisco, la sede de la Industrial Light and Magic.
La parodia "Weird Al" Yankovic creada por un artista y músico estadounidense, se basó en el personaje de Yoda para otra parodia llamada The Kinks "Lola", en una canción titulada "Yoda."
David Ager un profesor de lingüística de la Universidad Queen Mary de Londres dice, que la lengua de Yoda tiene un gran parecido al lenguaje hawaiano.
Yoda aparece como un personaje jugable en el videojuego de lucha Soulcalibur IV.
En el año 2017, una imagen de Yoda sentada al lado del rey Faisal en la firma de la Carta de las Naciones Unidas en 1945 en San Francisco fue inesperadamente puesta en un libro de texto de estudios sociales. Una vez que se descubrió el error este libro fue retirado.
En el año 2019, la tienda de descuento "Poundland" hizo uso de la voz de Yoda para Self-checkout checkouts en tiendas de todo Reino Unido.

## Concepto y creación
La voz de Yoda fue proporcionada por Frank Oz en cada una de las películas, donde actuó como titiritero principal en la trilogía original, Star Wars: Episodio I - La amenaza fantasma y Star Wars: Episodio VIII - Los últimos Jedi. En algunas de las escenas donde era necesario caminar en El Imperio contraataca y La amenaza fantasma, aparecieron disfrazados de Yoda los actores enanos Deep Roy y Warwick Davis (aunque no fueron acreditados ninguno de los dos). Como bien se sabe, Frank Oz fue el que desempeñó el papel principal, pero a lo largo de los años fue asistido varias veces por una multitud de titiriteros, entre 
ellos: Kathryn Mullen (Ep. V), Wendy Froud (Ep. V), David Barclay (Ep. V-VI),Mike Quinn (Ep. VI), David Greenaway (Ep. I & VI), Don Austen (Ep. I), Kathy Smee (Ep. I), Dave Chapman (Ep. VIII), Damian Farrell (Ep. VIII), y Colin Purves (Ep. VIII). Para las dramatizaciones radiofónicas de Star Wars: Episodio V - El Imperio contraataca y Star Wars: Episode VI - Return of the Jedi, el personaje de Yoda fue interpretado por John Lithgow mientras que en la serie animada Clone wars y en varios videojuegos fue interpretado por  Tom Kane.
El personaje de Yoda fue basado en el rostro del maquillador Stuart Freeborn y en el de Albert Einstein. En La amenaza fantasma, fue rediseñado para aparentar ser más joven. Fue generado por computadora para dos tomas, pero principalmente siguió siendo una marioneta. esta marioneta fue rediseñada a partir del diseño original de Stuart Freeborn por Nick Dudman. 
El personaje fue representado con Animación por computadora en Star Wars: Episodio II - El ataque de los clones y Star Wars: Episodio III - La venganza de los Sith, Yoda fue así representado de formas que antes eran impensables, incluyendo su participación en varias escenas de lucha. En La venganza de los Sith, se puede apreciar su rostro en varios primeros planos, exigiendo un trabajo CGI muy detallado. Su actuación fue diseñada para poder ser consistente en cuanto a las limitaciones de la versión de títeres. Donde nos encontramos con algunos “errores” cometidos, como sucede con el ocasional movimiento de los oídos.[cita requerida] El responsable de la nueva encarnación del personaje en la serie fue Rob Coleman.
Yoda fue recreado en CGI para el lanzamiento de La amenaza fantasma en Blu-ray el año 2011. Se vio por primera vez en el largometraje The Chosen One, un clip nuevo del Yoda CGI de “La amenaza fantasma” incluido en el lanzamiento en DVD del año 2005 de La venganza de los Sith. El lanzamiento en 3D del año 2012 de La amenaza fantasma también presenta la versión CGI de Yoda.
El creador de la serie, George Lucas, ha declarado que en un principio hizo que Obi-Wan entrenara a Luke, aunque decidió que no tendría mucho sentido tenerlo parado mientras veía a Luke peleando en las películas y no ayudarlo, de esta manera decidió matarlo en la primera película. Más tarde, creó un nuevo personaje, Yoda, para que Luke tuviera un entrenador.

### Otros miembros de la especie
Dos de los miembros de la especie alienígena sin nombre a la que pertenece Yoda son conocidos en el canon actual de Star Wars, denominados Yaddle (que aparece como un personaje secundario femenino en la película de la trilogía precuela Star Wars: Episodio I - La amenaza fantasma como maestra jedi) y el personaje en la serie televisiva The Mandalorian nombrado Grogu (llamado "Baby Yoda" por los medios y por los seguidores). No se conoce su relación respectiva con Yoda (si la hubiera).

## Apariciones

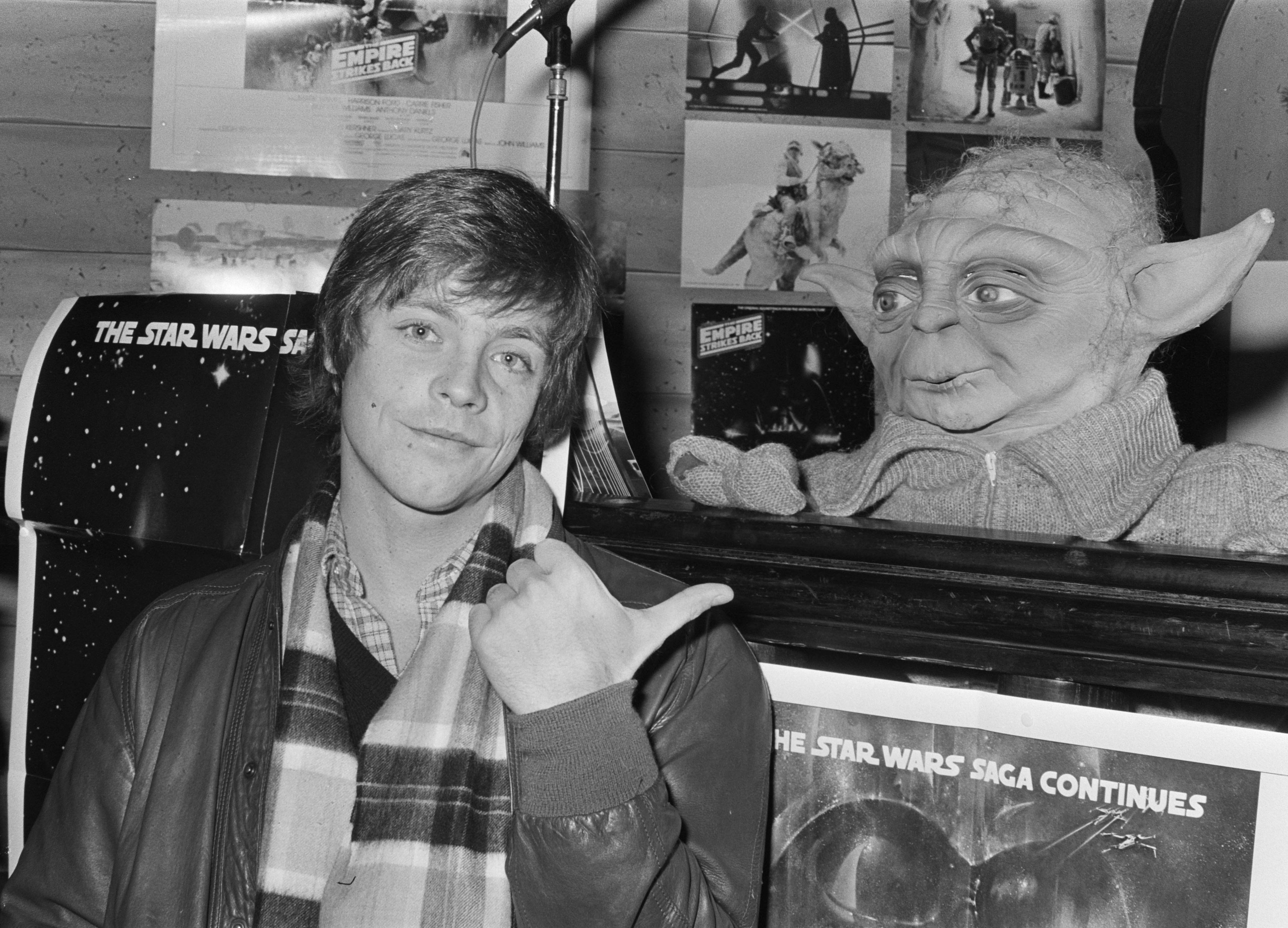
El actor actor Mark Hamill, quien interpretaba el rol de Luke Skywalker en "El Imperio Contrataca" después de una conferencia de prensa en 1980.

### Trilogía Original

#### El imperio contraataca(1980)
Yoda hace su primera aparición cinematográfica en El Imperio Contraataca. Luke Skywalker (Mark Hamill) llega a Dagobah para buscar su guía, después de haber sido instruido por el fantasma de la Fuerza de Obi-Wan Kenobi (Alec Guinness), quien lo describe como "el Maestro Jedi que me instruyó".
Inicialmente, Yoda no se identifica con Luke y, en cambio, pone a prueba su paciencia al presentarse como un individuo cómico y atrasado, provocando deliberadamente tanto a Luke como a R2-D2. Luke se sorprende cuando finalmente descubre que esta pequeña y excéntrica criatura es el poderoso Maestro Jedi que estaba buscando. Al descubrir que Luke tiene la misma ira e imprudencia que causaron la caída de su padre, Yoda se muestra reacio a enseñarle los caminos de la Fuerza y acepta solo a instancias de Obi-Wan. Antes de terminar su entrenamiento, Luke decide dejar Dagobah para enfrentarse a Darth Vader y salvar a sus amigos en Bespin. Yoda y Obi-Wan le advierten que no está listo para enfrentarse a Vader y que está siendo atraído a una trampa, pero Luke se va de todos modos. Cuando Obi-Wan lamenta que Luke sea su "última esperanza", Yoda le recuerda que "hay otro".

#### El retorno del Jedi(1983)
Yoda hace una breve aparición en Return of the Jedi, ambientada un año después de El Imperio contraataca. Ahora enfermo y frágil, Yoda le informa a Luke que ha completado su entrenamiento pero que no será un Jedi hasta que se enfrente a Darth Vader; también confirma que Vader es el padre de Luke, algo que Vader le había dicho a Luke en la película anterior. Yoda luego muere pacíficamente a la edad de 900 años, su cuerpo desaparece cuando se convierte en "uno con la Fuerza". Deja a Luke con el conocimiento de que "hay otro Skywalker". Momentos después, el fantasma de Obi-Wan ayuda a Luke a darse cuenta de que el "otro" del que habló Yoda es su hermana melliza, la princesa Leia.
En la escena final de la película, después de que el Imperio ha sido derrotado, Luke ve el espíritu de Yoda mirándolo con orgullo junto a Obi-Wan y el redimido Anakin Skywalker, el antiguo yo Jedi de Vader.

### Trilogía de Precuelas

#### Episodio I: La amenaza fantasma(1999)
Yoda regresa como una versión más joven de sí mismo en la trilogía de precuelas que comienza con La amenaza fantasma. La película marcó la última vez que Oz interpretaría al personaje como un títere hasta el lanzamiento de Los últimos Jedi (2017). Sin embargo, en el lanzamiento de Blu-ray de 2011 de La amenaza fantasma, la marioneta de Yoda fue reemplazada por un personaje CGI para que coincida con la representación posterior del personaje. En la película, ambientada 35 años antes de El Imperio Contraataca, el Maestro Jedi Qui-Gon Jinn lleva al joven Anakin Skywalker al Consejo Jedi. Qui-Gon está convencido de que Anakin es el "Elegido" de la profecía Jedi que traerá el equilibrio a la Fuerza y solicita que el niño sea entrenado como Jedi. Yoda siente un gran miedo en Anakin, especialmente en lo que respecta a su apego a su madre Shmi, y prevé un "grave peligro" en su entrenamiento. El consejo, dirigido en ese momento por el antiguo padawan de Yoda, Mace Windu, rechaza la solicitud de Qui-Gon.
Cuando Qui-Gon es herido de muerte en un duelo con el Lord Sith Darth Maul, su último pedido a su Padawan Obi-Wan Kenobi (Ewan McGregor) es que Anakin sea entrenado como Jedi. Obi-Wan, decidido a cumplir la promesa que le hizo a su maestro, le dice a Yoda que entrenará al niño, incluso sin la aprobación del consejo. Yoda convierte a Obi-Wan en un caballero Jedi y de mala gana da su bendición al entrenamiento de Anakin.

#### Episodio II: El ataque de los clones (2002)
Yoda hace su primera aparición CGI en El ataque de los clones, ambientada una década después de La amenaza fantasma. Yoda, ahora en control directo de la política de la Orden como Maestro del Alto Consejo además de su posición tradicional como Gran Maestro, es uno de los muchos Jedi que están preocupados por el surgimiento de la Confederación de Sistemas Independientes, un movimiento secesionista que quiere independizarse de la República Galáctica. Después del primer intento de asesinato de la senadora Padmé Amidala, el canciller Palpatine sugiere que la pongan bajo la protección de Obi-Wan, quien está entrenando a Anakin. En una escena eliminada, un Yoda meditando siente que Anakin está matando a los Tusken Raiders que asesinaron a su madre.
En el clímax de la película, Yoda llega a tiempo para salvar a Obi-Wan y Anakin de los separatistas y derrota a su antiguo aprendiz, el conde Dooku, líder de los separatistas y señor Sith, en un duelo con sables de luz.

#### Episodio III: La venganza de los Sith(2005)
En La venganza de los Sith, Yoda lidera el Consejo Jedi en la persecución del misterioso Lord Sith Darth Sidious. Para entonces, Palpatine ha acumulado poderes de emergencia casi dictatoriales y comienza a interferir en los asuntos de los Jedi al nombrar a Anakin como su representante personal en el consejo. El Consejo le otorga a Anakin un asiento en el Consejo, pero le niega el rango de Maestro, sintiendo que hacerlo equivaldría a darle a Palpatine un voto en el consejo. Además, le ordenan que espíe a Palpatine, a quien Anakin considera un amigo y mentor.
Anakin busca el consejo de Yoda sobre sus visiones proféticas de que alguien cercano a él morirá. Yoda, sin saber que la persona de la que habla Anakin es Padmé, o que es la esposa de Anakin y está embarazada de su hijo, le dice que "entrene para soltar todo lo que teme perder". Insatisfecho, Anakin se vuelve hacia Palpatine, quien luego se revela como Darth Sidious. Sidious manipula al joven Jedi para que se convierta en su aprendiz Sith, Darth Vader, con la promesa de que el lado oscuro de la Fuerza tiene el poder de salvar a Padmé de morir en el parto.
Sidious luego transforma a la República en el tiránico Imperio Galáctico, proclamándose emperador de por vida y ordenando a los soldados clon que maten a sus generales Jedi. Yoda está en Kashyyyk, supervisando la batalla entre las fuerzas separatistas y un comando combinado de soldados clon y wookiees. A través de la Fuerza, Yoda siente la muerte de cada uno de los Jedi cuando son asesinados por sus propias tropas. Después de matar rápidamente a los soldados clon que recibieron instrucciones de matarlo, escapa con los líderes wookiee Tarfful y Chewbacca a Coruscant, donde él y Obi-Wan se abren camino hacia el Templo Jedi para detener una trampa para todos los Jedi supervivientes. En el interior, descubren que todos los Jedi del interior, incluidos los jóvenes, han sido masacrados. Luego descubren una grabación holográfica que revela a Vader como el asesino. Yoda decide enfrentarse a Sidious y envía a Obi-Wan a matar a Vader. Cuando Obi-Wan protesta, Yoda le dice que el Anakin que conocía ya no existe, ya que fue "consumido por Darth Vader".
Posteriormente, Yoda lucha contra Sidious en un duelo con sables de luz que daña la Rotonda del Senado. Al final, ninguno puede vencer al otro y Yoda se ve obligado a retirarse. Se exilia en Dagobah para poder esconderse del Imperio y esperar otra oportunidad para destruir a los Sith. Al final de la película, se revela que Yoda ha estado en contacto con el espíritu de Qui-Gon, aprendiendo de él el secreto de la inmortalidad y pasándoselo a Obi-Wan.
Yoda también es fundamental para decidir el destino de los niños Skywalker después de que Padmé muere al dar a luz, y recomienda que Luke y Leia se escondan de Vader y Sidious; envía a Leia para que sea adoptada por el senador Bail Organa de Alderaan, y Luke a la familia reconstituida de Vader, Owen y Beru Lars en Tatooine. Aparte del antiguo Maestro Jedi, solo los Organas, la familia Lars, R2-D2 y Obi-Wan conocen sus verdaderas identidades.

### Trilogía de Secuelas

#### El despertar de la fuerza(2015)
En The Force Awakens, ambientada 30 años después de la muerte de Yoda en Return of the Jedi, la joven carroñera Rey escucha la voz de Yoda en una visión de la Fuerza después de que descubre el sable de luz de Luke Skywalker debajo de un castillo propiedad de Maz Kanata.

#### Los últimos Jedi(2017)
En Los últimos Jedi, Yoda se le aparece a Luke como un espíritu de la Fuerza mientras debate si quemar el árbol que almacena los Textos Sagrados de los Jedi. Mientras Luke se dirige al árbol, Yoda aparece detrás de él y le recuerda que un Jedi siempre debe estar seguro de su camino. Cuando Luke decide quemar el árbol, Yoda invoca un rayo y lo prende fuego. Al confrontar a Yoda sobre por qué lo hizo, Yoda le asegura a Luke que los libros no contenían ningún conocimiento que Rey no poseyera. Hizo hincapié en que el verdadero conocimiento Jedi no se encuentra en los libros sino dentro de los propios Jedi, y es su responsabilidad transmitir ese conocimiento, recordándole: "El mejor maestro es el fracaso". Mientras Luke asimila el mensaje, comparte un momento de tranquilidad con su antiguo maestro, quien le informa que la carga de todos los maestros está siendo superada por sus alumnos.
A diferencia de las precuelas, donde las escenas de lucha requerían que el personaje se representara con imágenes generadas por computadora, una vez más se retrata a Yoda usando títeres, con Frank Oz una vez más actuando como títeres (con tres asistentes) y dando voz al personaje. 

#### El ascenso de Skywalker(2019)
Yoda se escucha en Star Wars: The Rise of Skywalker como una de las voces del pasado Jedi que habla con Rey durante su batalla contra el renacido Darth Sidious.

### Televisión

#### Clone Wars (2003)
Yoda aparece en la serie de televisión animada en 2D de Cartoon Network de 2003 Star Wars: Clone Wars, con la voz de Tom Kane. En el programa, Yoda se convierte en general, como muchos de los Caballeros y Maestros Jedi. Yoda acompaña a Padmé en su viaje a un planeta no especificado, pero Yoda siente varios Jedi en apuros en Ilum. Usando el truco mental Jedi para convencer al Capitán Typho de que los lleve a Ilum, Yoda salva a dos Caballeros Jedi y encuentra un mensaje del Conde Dooku dando órdenes para destruir el Templo Jedi en Ilum. En el episodio final de la serie animada, Yoda lucha codo con codo con Mace Windu para defender Coruscant, que está bajo el ataque de los separatistas. Los dos Maestros Jedi se dan cuenta demasiado tarde de que la batalla es una distracción; El líder separatista, el general Grievous, realmente tiene la intención de secuestrar a Palpatine. El esfuerzo del Maestro Jedi por detener a Grievous falla, y Palpatine es tomado como rehén, preparando así el escenario para La venganza de los Sith.
En 2014, la serie quedó obsoleta del canon de Disney, a favor de la serie 3D CGI Star Wars: The Clone Wars.

#### Star Wars: Las Guerras Clon(2008)
Yoda aparece en The Clone Wars, nuevamente con la voz de Tom Kane. En la película piloto, Yoda le asigna a Anakin Skywalker su propia padawan, Ahsoka Tano, ya que cree que ella ayudará a Anakin a crecer como Jedi y como persona. A lo largo de la mayor parte de la serie, Yoda pasa su tiempo en Coruscant con el Consejo Jedi, pero ocasionalmente se va para ciertas tareas, como las negociaciones con el rey Katuunko en Rugosa y una confrontación con Asajj Ventress y el ejército de droides. Yoda también vigila a Anakin y Ahsoka a lo largo de la serie, complacido de que ambos estén madurando con la influencia del otro. Sin embargo, en el arco final de la quinta temporada, Ahsoka es acusada de un crimen que no cometió y Yoda y el Consejo Jedi la entregan al ejército de la República. Junto con otros miembros del consejo, Yoda observa el juicio de Ahsoka, pero Anakin irrumpe con el verdadero culpable, el Jedi caído Barriss Offee, antes de que se pueda leer el veredicto. Luego, Yoda, Anakin y el Consejo invitan personalmente a Ahsoka a volver a unirse a la Orden, pero ella se niega y se va. Según el showrunner Dave Filoni, Yoda se culpa a sí mismo por la partida de Ahsoka, ya que la había convertido en padawan de Anakin en primer lugar.
En el arco final de la sexta temporada, Yoda escucha a Qui-Gon Jinn hablarle desde más allá de la tumba. Yoda huye del Templo Jedi con R2-D2 para viajar a Dagobah, su futuro hogar, para encontrar respuestas. Al mostrarle visiones crípticas de la caída del Jedi, Yoda se entera de que ha sido elegido para manifestar su conciencia después de la muerte como un fantasma de la Fuerza. Yoda es probado por un grupo de sacerdotisas espirituales para superar pruebas y tentaciones en su peregrinaje; una de estas pruebas es enfrentarse a una ilusión del antiguo señor Sith Darth Bane. La prueba final de Yoda es resistir un intento de Darth Sidious y Dooku de atraerlo al lado oscuro con una visión falsa del difunto Maestro Jedi Sifo Dyas. Yoda se involucra en una batalla metafísica con Sidious y parece sacrificar su vida para salvar la de Anakin, solo para despertar y descubrir que la batalla fue simplemente una visión y que pasó la prueba. Las sacerdotisas le informan a Yoda que su entrenamiento se reanudará a tiempo.

#### Rebels(2014)
Se escuchó a Yoda en el episodio "Path of the Jedi" de Star Wars Rebels con Frank Oz retomando el papel por primera vez desde La venganza de los Sith. Se comunica con el padawan Ezra Bridger y su maestro Kanan Jarrus durante su experiencia en un templo antiguo en Lothal, ayudando a la pareja a hacer un examen de conciencia para analizar sus verdaderas motivaciones. Aparece físicamente por primera vez en el episodio de la segunda temporada "Shroud of Darkness", en el que aparece en una visión de Ezra y se reúne con Ahsoka. Su aparición en la serie difiere de su semblante habitual como homenaje a uno de los primeros diseños de Ralph McQuarrie para el personaje, así como a una figura de acción clásica de Kenner. Esto se justificó con la premisa de que Ezra está viendo al personaje a través de su propia imaginación, pero la decisión fue confusa para muchos espectadores. 